# Nordiska ambassaderna i Berlin

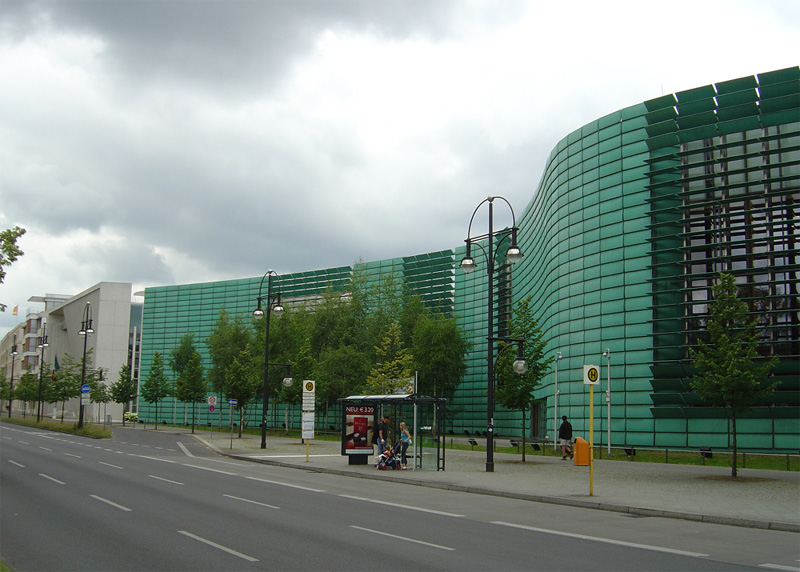
Hit flyttade Danmarks, Finlands, Islands, Norges och Sveriges ambassader från Bonn 1999.

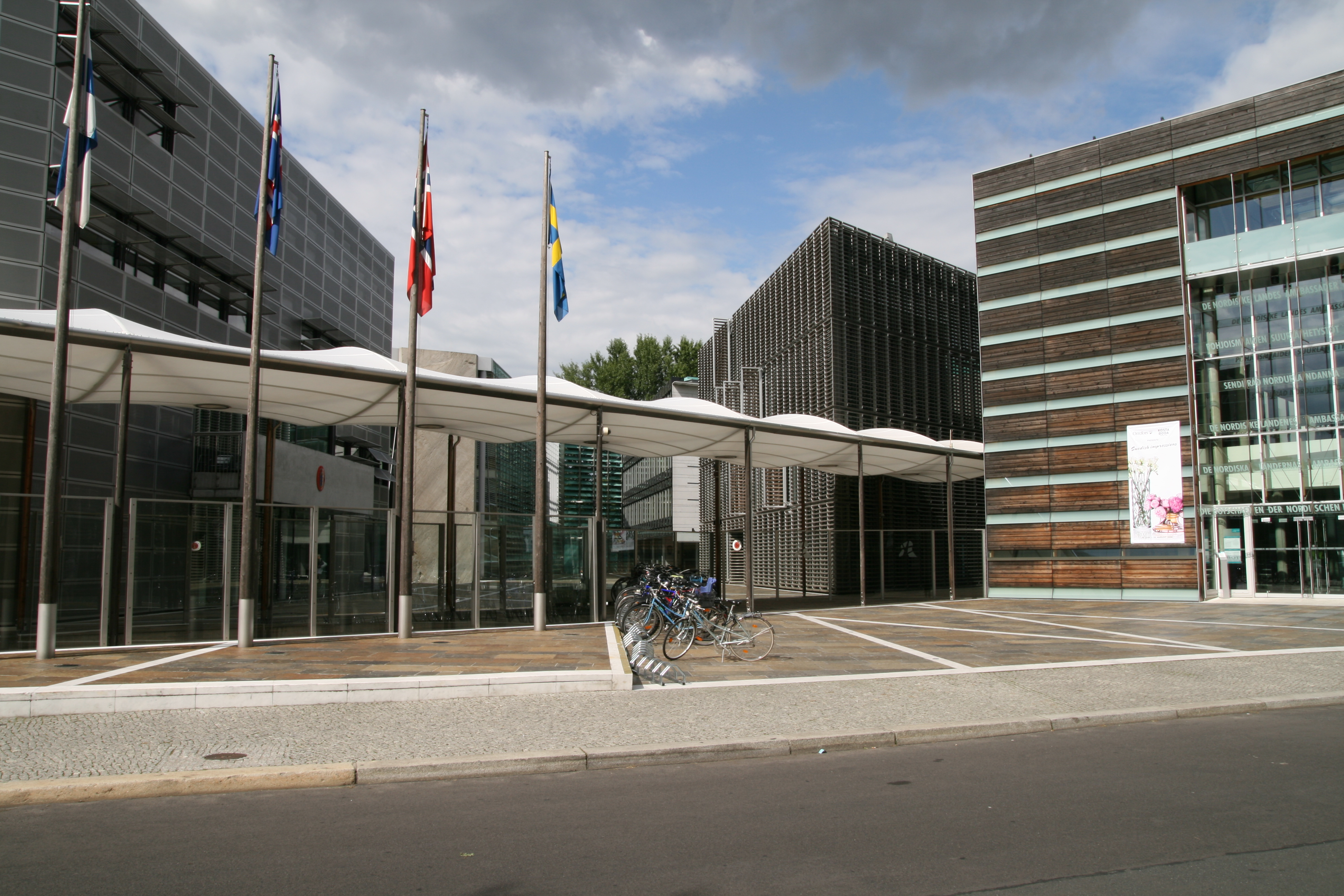
Ambassadkomplexets sydsida med Sveriges ambassad längst bort till höger.

Nordiska ambassaderna i Berlin, (tyska: Nordische Botschaften), kallas den gemensamma ambassadanläggningen för de fem nordiska staternas ambassader till Tyskland i Berlin (Tiergarten). Här har Danmark, Finland, Island, Norge och Sverige sina ambassader. De nordiska ambassaderna i Berlin öppnade den 20 oktober 1999.

## Historik
På samma plats som de nordiska ambassaderna låg tidigare Sveriges och Finlands legationer. Legationerna förstördes under andra världskriget och marken såldes sedermera under 1970-talet till Berlins stad. I samband med beslutet om att Berlin åter skulle bli tysk huvudstad 1991 väcktes idén om ett gemensamt nordiskt ambassadområde. Under 1990-talet köptes marken tillbaka vilket möjliggjorde projektet att skapa en gemensam plats för de nordiska ländernas ambassader. 1997 började byggnadsarbetena och 20 oktober 1999 invigdes byggnaderna av kung Carl XVI Gustaf och de andra nordiska statscheferna tillsammans med Tysklands förbundspresident Johannes Rau och utrikesminister Joschka Fischer.

### Komplexet
Komplexet är skapat av de i Wien och Helsingfors baserade arkitekterna Alfred Berger och Tiina Parkkinen som vann en internationell arktitekturtävling 1996. Varje nation har en egen ambassadbyggnad, som är uppbyggd av material från det egna landet. Respektive ambassad har skapats av olika arkitekter. Sveriges ambassad är ritad av Gert Wingårdh. Den norska ritades av Snøhetta, den danska av 3XNielsen. Islands är ritad av Pálmar Kristmundsson. Den finska som utmärker sig med en modern bastuanläggning skapades av Viiva Arkkitehtuuri. Möblerna i respektive hus kommer från inhemska tillverkare.
Ett gemensamt hus för de fem olika länderna är det så kallade Felleshuset. Felleshuset har ett utställningsområde där länderna turas om att ställa ut och har gemensamma utställningar. Här finns även ett auditorium och konferenssalar samt en restaurang. Byggnaderna innesluts i ett band gjort av koppar, så att byggnaderna utåt ser ut som en enda. Detta arrangemang med fem ambassadbyggnader inneslutna i samma skal är gjort för att visa att de nordiska länderna har mycket gemensamt, men ändå är suveräna stater skilda från varandra. Ambassadbyggnaderna ligger i förhållande till varandra ungefär som länderna gör geografiskt.

### Material
Varje lands byggnad kännetecknas av material från det egna landet. Danmarks ambassad har en glasfasad, Finlands trälameller i lärkträ utanpå glasfasaden och Sveriges har gotländsk kalksten. Sveriges ambassad har även emmabodagranit. Islands ambassad är i röd rhyolit. Norge utmärker sig genom en 120 ton tung granitplatta på fasaden som under stor uppståndelse fraktades ner till Berlin med specialtransport.

## Byggnaderna

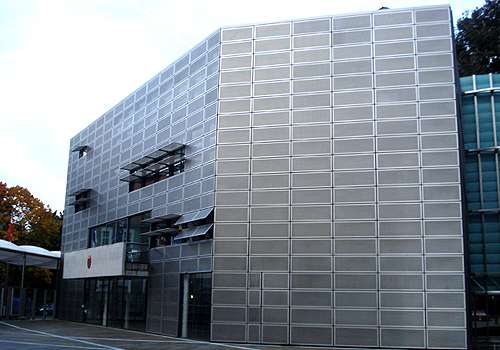
Danmarks ambassad
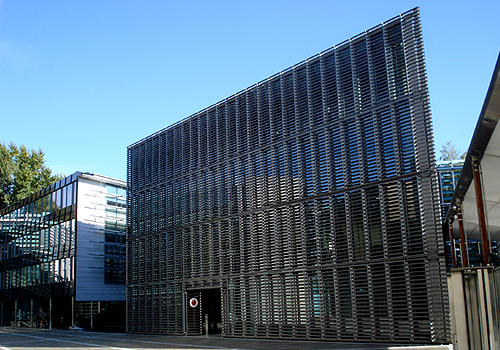
Finlands ambassad
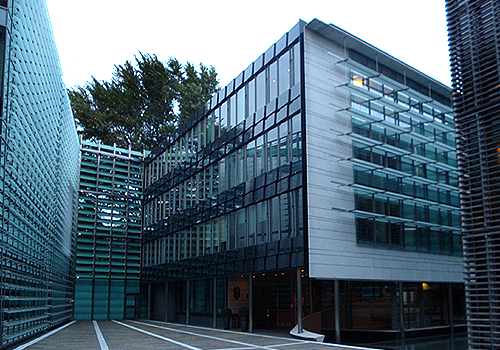
Sveriges ambassad
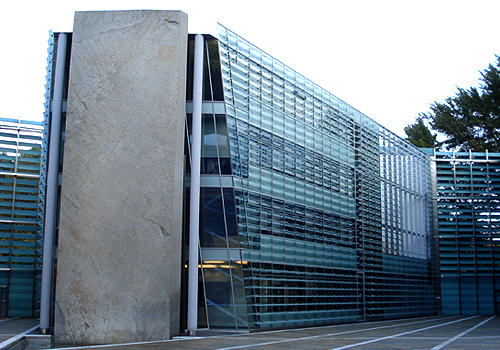
Norges ambassad
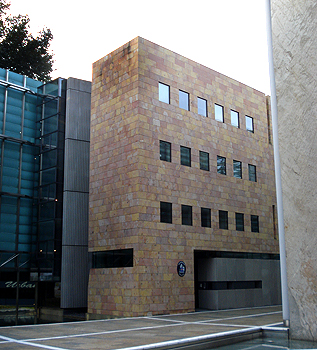
Islands ambassad
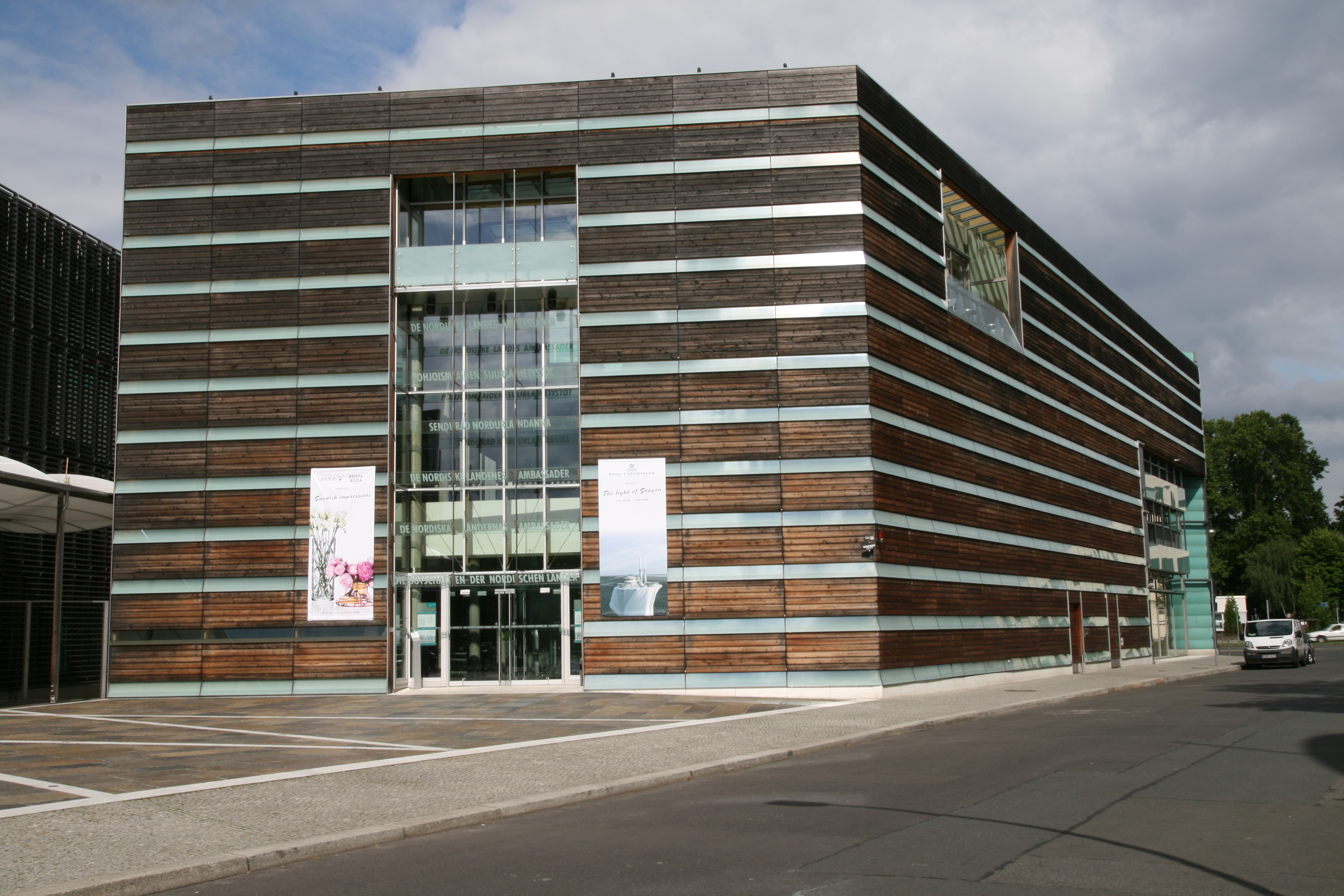
Felleshuset